# Lotto
Lotto樂得，是義大利第一專業運動品牌。創立於1939年，其總部於特雷維索附近的特雷維尼亞諾。

## 概述

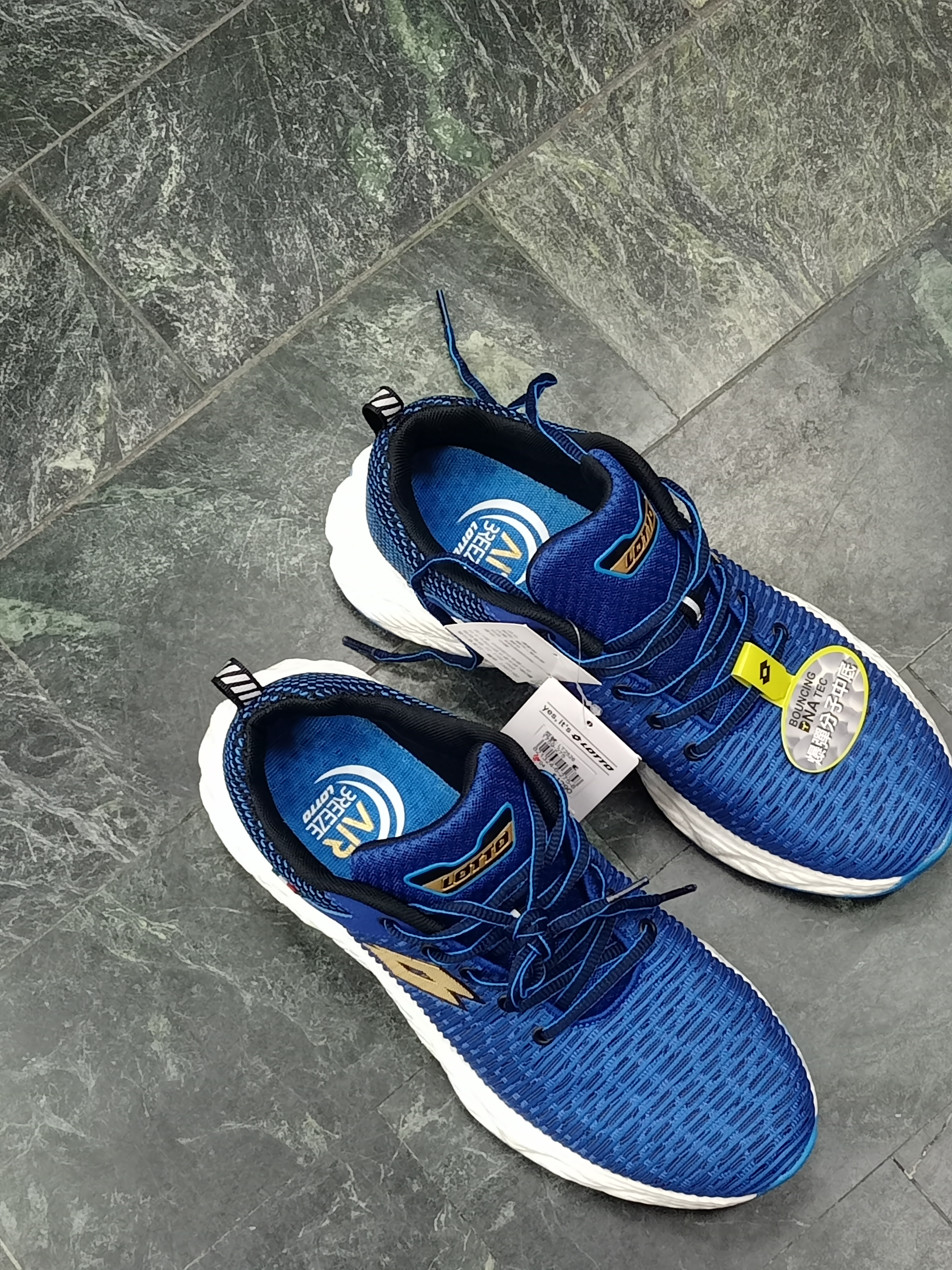
Lotto氣墊跑步鞋

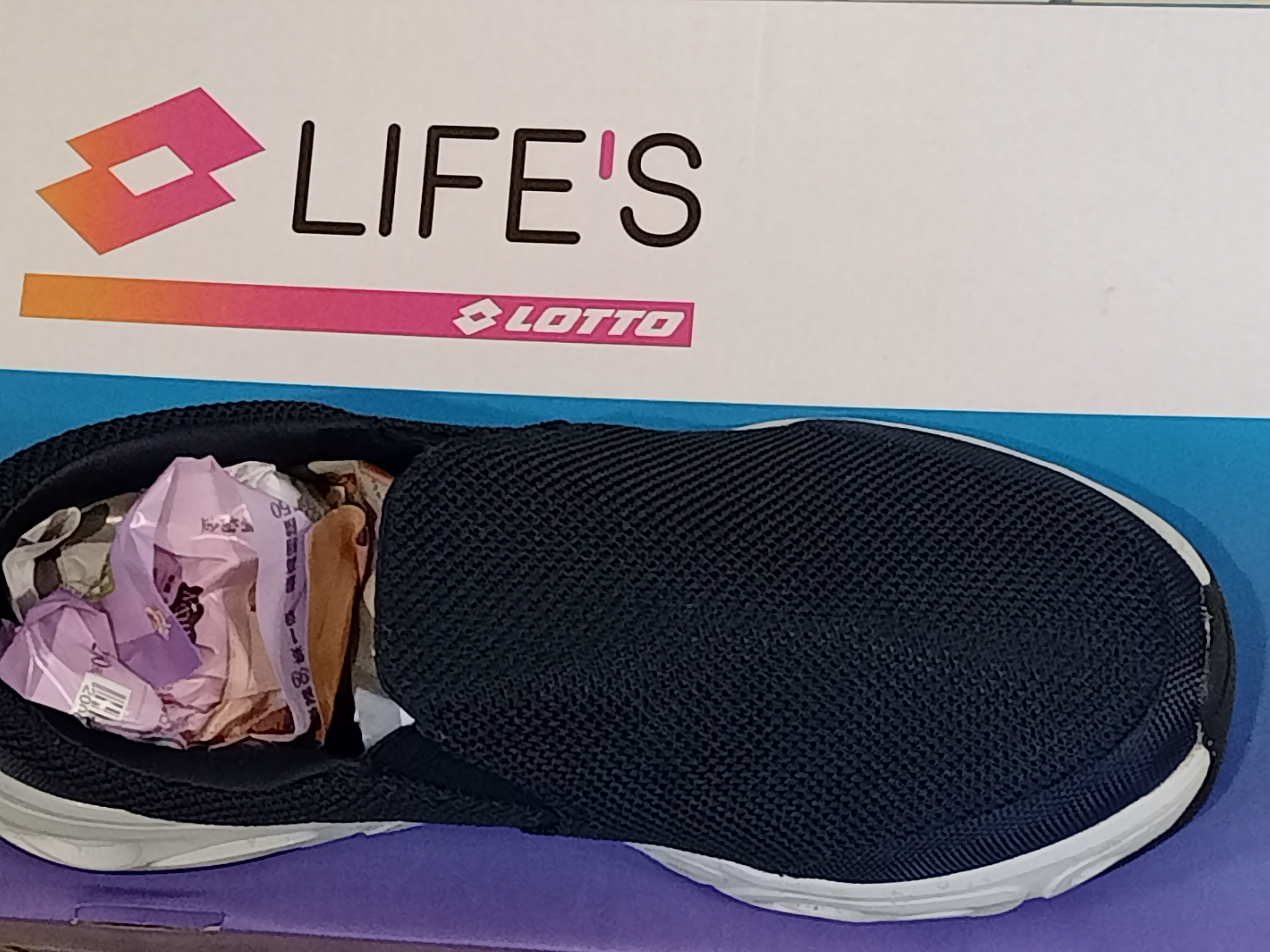
Lotto健走鞋

1973 年，Lotto Sport Italia 由 Caberlotto 兄弟在特雷維索省小鎮蒙特貝盧納 (Montebelluna) 鞋業區創立，隨後被譽為世界上最優秀的足球鞋工藝大師的故鄉。
該品牌最初生產網球鞋，當八屆溫網冠軍約翰·紐科姆(John Newcombe) 和戴維斯盃冠軍托尼諾·祖加雷利(Tonino Zugarelli) 等人選擇在全世界面前穿著Lotto 時，該品牌取得了巨大成功。網球項目之後是籃球、排球、田徑，最後是足球。
2000年起，產品更增加了羽球鞋、慢跑鞋、戶外越野鞋、運動涼鞋、童鞋等，配件與服飾品項。
LOTTO是由兩個平行四邊形相互疊加形成LOTTO標誌的來源，正代表是一個網球場和一個足球場的結合，透過對體育賽事的熱情以及尊重和公平競賽等價值觀疊加和連結，這就是LOTTO樂得所要展現的運動精神。